# Olga Adelmann

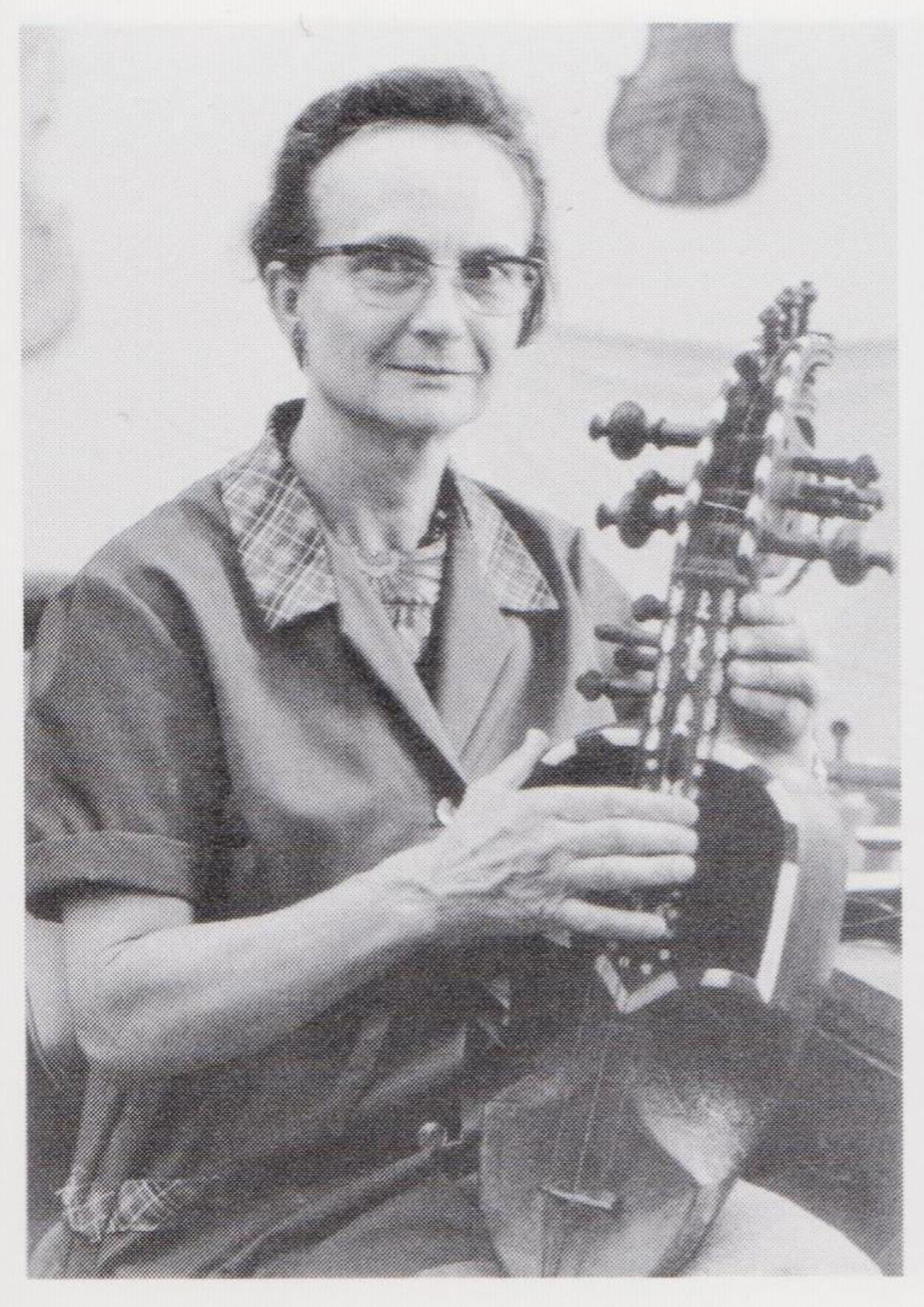
Olga Adelmann

Olga Adelmann (* 2. Oktober 1913 in Berlin; † 8. Mai 2000 ebenda) war weltweit die erste Geigenbauerin mit Meisterbrief.

## Leben
Die Lehrzeit beim Geigenbauer Otto Möckel beendete Olga Adelmann 1937 mit der Gesellenprüfung. 1940 gelang es ihr in Berlin als erster Geigenbauerin Deutschlands und damit weltweit erster Frau, die Meisterprüfung abzulegen. Die Möglichkeit zu dieser Prüfung verdankte sie nach eigenen Angaben dem Umstand, dass man vergessen hatte, Frauen auszuschließen, so dass es keine formal-rechtliche Begründung für eine Ablehnung gab. Nach einigen Jahren teils selbständig, teils angestellt im In- und Ausland – dabei längere Zeit in Italien – arbeitend, erhielt sie 1961 eine Festanstellung als Restauratorin am Musikinstrumenten-Museum-Berlin, für das sie schon seit 1956 freiberuflich tätig gewesen war. Dort betreute sie bis zum Ende ihres Berufslebens die Abteilung Streichinstrumente. Während dieser Zeit entstanden auch ihr Standardwerk und weitere Veröffentlichungen über ihr Spezialgebiet, die Alemannische Geigenschule. Olga Adelmann gilt als die Entdeckerin dieser besonderen, „archaischen“ Geigenbauertradition des 17. Jahrhunderts, die sich von der italienischen Bauweise deutlich unterscheidet. 1957 wurde sie als erste deutsche Geigenbauerin in den Verband Deutscher Geigenbauer aufgenommen.

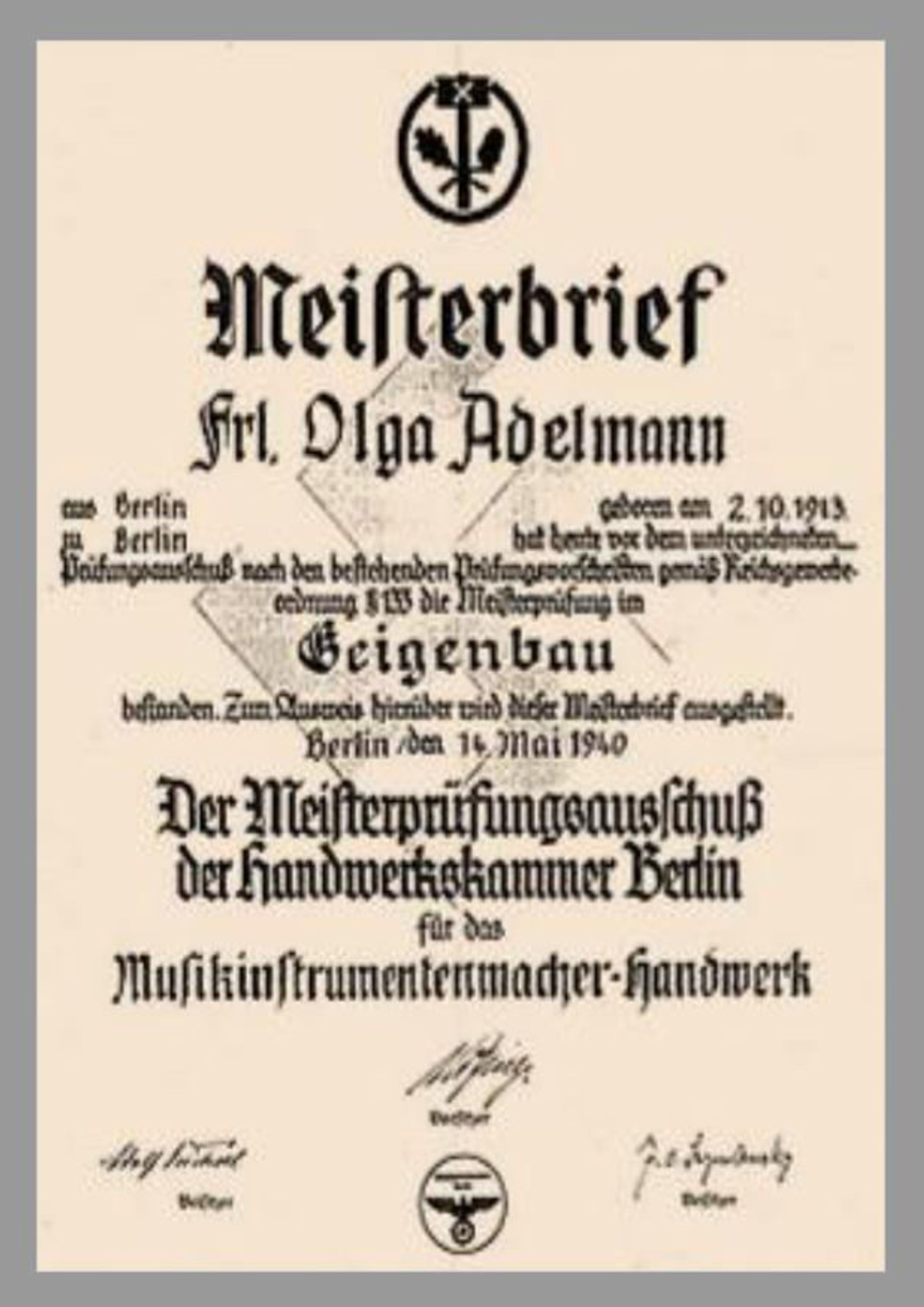
Olga Adelmanns Meisterbrief 1940

## Ehrungen
Vom Verband Deutscher Geigenbauer und Bogenmacher (VDG) wurde Olga Adelmann 1998 zum Ehrenmitglied ernannt.

## Veröffentlichungen
- Die Alemannische Schule. Archaischer Geigenbau des 17. Jahrhunderts im südlichen Schwarzwald und in der Schweiz. Staatliches Institut für Musikforschung Preußischer Kulturbesitz, Berlin 1990, ISBN 3-922378-10-2.
- Die Entdeckung der Alemannischen Schule. In:  Günther Wagner (Hrsg.): Jahrbuch des Staatlichen Institutes für Musikforschung Preußischer Kulturbesitz 2000. J. B. Metzlersche Verlagsbuchhandlung und Carl Ernst Poeschel Verlag GmbH, Stuttgart 2000, ISBN 3-476-01793-1, S. 277–288.
- Unsignierte Instrumente des Schweizer Geigenbauers Hans Krouchdaler. Zu einer vergessenen Geigenbauschule des 17. Jahrhunderts. In: Jahrbuch des Staatlichen Instituts für Musikforschung Preußischer Kulturbesitz 1969, Berlin 1970, S. 68–82.
- mit Annette Otterstedt: Die Alemannische Schule. Geigenbau des 17. Jahrhunderts im südlichen Schwarzwald und in der Schweiz. Staatliches Institut für Musikforschung Preußischer Kulturbesitz, Berlin 1997, ISBN 3-922378-13-7.
- mit Irmgard Otto: Katalog der Streichinstrumente (Musikinstrumenten-Museum Berlin), Staatliches Institut für Musikforschung Preußischer Kulturbesitz, Berlin 1975.
- Übersetzung ins Deutsche von Simone F. Sacconis: I Segreti di Stradivari, con il catalogo dei cimeli stradivariani del Museo Civico Ala Ponzone di Cremona, Cremona 1972: Die Geheimnisse Stradivaris. Mit dem Katalog des Stradivari-Nachlasses im Städtischen Museum Ala Ponzone von Cremona, Verlag:  Das Musikinstrument (Erwin Bochinsky), Frankfurt/Main 1976, ISBN 3-920112-52-0.